# Семёнов, Илья Сергеевич
Илья Сергеевич Семёнов (12 февраля 1904, Кострома — 1971, Москва)  — советский хозяйственный, государственный и политический деятель, генерал-лейтенант авиации.

## Образование
В 1920 году был послан на учёбу в Москву в Коммунистический университет им. Я.М. Свердлова на шестимесячные курсы.
В 1926 году Костромской губернский комитет комсомола направил Семёнова учиться на рабочий факультет Индустриально-педагогического института им. К. Либкнехта. После его окончания поступил в этот же институт на металлопромышленный факультет, который окончил в 1931 году, получив специальность инженера-педагога по холодной обработке металлов. Был оставлен в аспирантуре при институте. 
В 1950 году поступил в Высшую Военную Академию им. К.Е. Ворошилова. Окончил её в 1952 году с отличием и золотой медалью. 

## Карьера
С 1918 года — на хозяйственной, общественной и политической работе. 
В подростковом возрасте участвовал в создании костромской комсомольской организации, работал в руководящих органах городской и уездной организаций комсомола.
С 1921 по 1926 год выполнял ответственную комсомольскую работу в Костроме, Нерехте и других местах.
В 1922 году вступил в ВКП(б) в качестве кандидата, а в 1925 году стал полноценным членом партии. 
С 1926 по 1931 год: секретарь комсомольского коллектива Индустриально-педагогического института им. К. Либкнехта, секретарь парторганизации факультета, член бюро Бауманского райкома ВЛКСМ. 
В 1931 году Бауманский райком отправил Семёнова в адъюнктуру Военно-Воздушной академии им. Н.Е. Жуковского, где вёл преподавательскую и научно-исследовательскую работу, руководил кафедрой, вёл партийную работу.
В 1938 году ЦК ВКП (б) назначил Семёнова  заместителем начальника Главного Управления Гражданского Воздушного флота (ГУ ГВФ) и начальником Политуправления. 
Избирался депутатом Верховного Совета РСФСР 1-го созыва.
В 1942 году постановлением Государственного комитета обороны (ГОКО) был назначен первым заместителем начальника ГУ ГВФ. 
С 1943 года до конца 1944 года возглавлял управление Воздушной трассы Красноярск – Уэлькаль. Участвовал в её форматировании, руководил строительством, перегонкой по ней боевых самолётов из США. 
Затем был возвращён на работу в ГУ ГВФ в должности заместителя начальника по политчасти и заместителя начальника Политуправления, где работал до 1950 года.
С 1950 до 1952 года был секретарём первичной партийной организации.
С 1952 по 1967 год работал членом Военного Совета ВВС Московского военного округа. 
С 1967 по 1969 год — заместитель начальника Военно-Воздушной академии им. Н.Е. Жуковского. 
В 1969 году после перенесенного инфаркта вышел на пенсию.
Умер в 1971 году в Москве. Похоронен на Новодевичье кладбище.

## Великая Отечественная война
С 1941 по 1943 год формировал и организовывал работу особых групп гражданского воздушного флота.
В 1942 году командовал группой транспортных самолётов по десантированию 4 воздушно-десантных корпусов. 
В 1943 году под Сталинградом, в районе боевых действий Донского фронта, руководил группой по восстановлению и перегонке транспортных самолётов, захваченных у немцев.

## Награды
Удостоен следующих наград: 
- Орден Красного Знамени (18.09.1943)
- Орден Ленина (19.08.1944)
- Медаль «За боевые заслуги» (3.11.1944)
- Орден Отечественной войны 1 ст. (18.08.1945)
- Орден Отечественной войны 1 ст. (14.09.1945)
- Орден Красной Звезды (5.11.1946)
- Орден Красного Знамени (30.12.1956)
- Орден Красного Знамени (второй)
- Орден Ленина (второй)
- Медаль «За оборону Москвы»
- Медаль «За оборону Ленинграда»

## Семья
Отец — рабочий-сапожник, умер в 1923 году.
Мать — работала в Костроме у разных частных хозяев прислугой, после Октябрьской революции – домашняя хозяйка, умерла в 1949 году.
Жена — Серафима Константиновна Ушакова.
Трое детей.